# National Women’s Hall of Fame

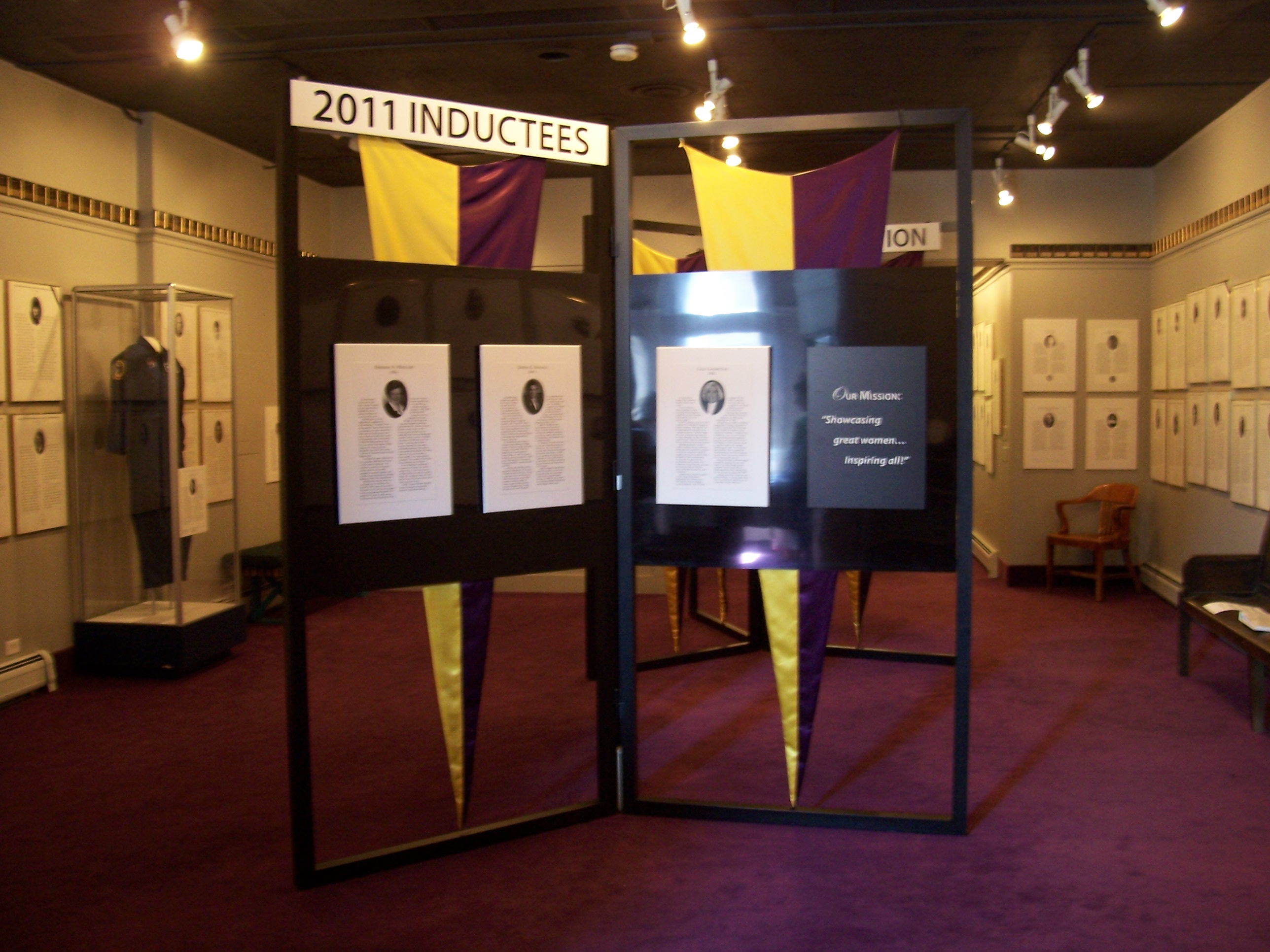
Vista interior do museu

O National Women's Hall of Fame é uma organização dos Estados Unidos que reconhece conquistas de mulheres estadunidenses. Foi fundado em 1969 em Seneca Falls, onde foi aberto em 1979 um museu.

## Induzidas

### 1973
- Jane Addams
- Marian Anderson
- Susan B. Anthony
- Clara Barton
- Mary McLeod Bethune
- Elizabeth Blackwell
- Pearl S. Buck
- Rachel Carson
- Mary Cassatt
- Emily Dickinson
- Amelia Earhart
- Alice Hamilton
- Helen Hayes
- Helen Keller
- Eleanor Roosevelt
- Florence Rena Sabin
- Margaret Chase Smith
- Elizabeth Cady Stanton
- Helen Brooke Taussig
- Harriet Tubman

### 1976
- Abigail Adams
- Margaret Mead
- Babe Didrikson

### 1979
- Dorothea Dix
- Juliette Gordon Low
- Alice Paul
- Isabel Ana Bayley Seton

### 1981
- Margaret Sanger
- Sojourner Truth

### 1982
- Carrie Chapman Catt
- Frances Perkins

### 1983
- Belva Lockwood
- Lucretia Mott

### 1984
- Mary "Mother" Harris Jones
- Bessie Smith

### 1986
- Barbara McClintock
- Lucy Stone
- Harriet Beecher Stowe

### 1988
- Gwendolyn Brooks
- Willa Cather
- Sally Ride
- Ida B. Wells-Barnett

### 1990
- Margaret Bourke-White
- Barbara Jordan
- Billie Jean King
- Florence B. Seibert

### 1991
- Gertrude Belle Elion

### 1993
- Ethel Percy Andrus
- Antoinette Blackwell
- Emily Blackwell
- Shirley Chisholm
- Jacqueline Cochran
- Ruth Colvin
- Marian Wright Edelman
- Alice Evans
- Betty Friedan
- Ella Grasso
- Martha Wright Griffiths
- Fannie Lou Hamer
- Dorothy Height
- Dolores Huerta
- Mary Jacobi
- Mae Jemison
- Mary Lyon
- Mary Mahoney
- Wilma Mankiller
- Constance Baker Motley
- Georgia O’Keeffe
- Annie Oakley
- Rosa Parks
- Esther Peterson
- Jeannette Rankin
- Ellen Swallow Richards
- Elaine Roulet
- Katherine Siva Saubel
- Gloria Steinem
- Helen Stephens
- Lillian Wald
- Madam C. J. Walker
- Faye Wattleton
- Rosalyn S. Yalow
- Gloria Yerkovich

### 1994
- Bella Abzug
- Ella Baker
- Myra Bradwell
- Annie Jump Cannon
- Jane Cunningham Croly
- Catherine East
- Geraldine Ferraro
- Charlotte Perkins Gilman
- Grace Hopper
- Helen LaKelly Hunt
- Zora Neale Hurston
- Anne Hutchinson
- Frances Wisebart Jacobs
- Susette La Flesche
- Louise McManus
- Maria Mitchell
- Antonia Novello
- Linda Richards
- Wilma Rudolph
- Betty Bone Schiess
- Muriel Siebert
- Nettie Stevens
- Oprah Winfrey
- Sarah Winnemucca
- Fanny Wright

### 1995
- Virginia Apgar
- Ann Bancroft
- Amelia Bloomer
- Mary Breckinridge
- Eileen Collins
- Elizabeth Hanford Dole
- Anne Dallas Dudley
- Mary Baker Eddy
- Ella Fitzgerald
- Margaret Fuller
- Matilda Joslyn Gage
- Lillian Moller Gilbreth
- Nannerl O. Keohane
- Maggie Kuhn
- Sandra Day O’Connor
- Josephine St. Pierre Ruffin
- Patricia Schroeder
- Hannah Greenebaum Solomon

### 1996
- Louisa May Alcott
- Charlotte Anne Bunch
- Frances Xavier Cabrini
- Mary A. Hallaren
- Oveta Culp Hobby
- Wilhelmina Cole Holladay
- Anne Morrow Lindbergh
- Maria Goeppert-Mayer
- Ernestine Louise Potowski Rose
- Maria Tallchief
- Edith Wharton

### 1998
- Madeleine Albright
- Maya Angelou
- Nellie Bly
- Lydia Moss Bradley
- Mary Steichen Calderone
- Mary Ann Shadd Cary
- Joan Ganz Cooney
- Gerty Cori
- Sarah Grimké
- Julia Ward Howe
- Shirley Ann Jackson
- Shannon Lucid
- Katharine Dexter McCormick
- Rozanne L. Ridgway
- Edith Nourse Rogers
- Felice Schwartz
- Eunice Kennedy Shriver
- Beverly Sills
- Florence Wald
- Angelina Grimké Weld
- Chien-Shiung Wu

### 2000
- Faye Glenn Abdellah
- Emma Smith DeVoe
- Marjory Stoneman Douglas
- Mary Dyer
- Sylvia A. Earle
- Crystal Eastman
- Jeanne Holm
- Leontine T. Kelly
- Frances Oldham Kelsey
- Kate Mullany
- Janet Reno
- Anna Howard Shaw
- Sophia Smith
- Ida Tarbell
- Wilma L. Vaught
- Mary Edwards Walker
- Annie Dodge Wauneka
- Eudora Welty
- Frances Willard

### 2001
- Dorothy H. Andersen
- Lucille Ball
- Rosalynn Carter
- Lydia Maria Child
- Bessie Coleman
- Dorothy Day
- Marian de Forest
- Althea Gibson
- Beatrice A. Hicks
- Barbara Holdridge
- Harriet Williams Russell Strong
- Emily Howell Warner
- Victoria Woodhull

### 2002
- Paulina Kellogg Wright Davis
- Ruth Bader Ginsburg
- Katharine Graham
- Bertha Holt
- Mary Engle Pennington
- Mercy Otis Warren

### 2003
- Linda G. Alvarado
- Donna de Varona
- Gertrude Ederle
- Martha Matilda Harper
- Patricia Roberts Harris
- Stephanie L. Kwolek
- Dorothea Lange
- Mildred Robbins Leet
- Patsy Takemoto Mink
- Sacagawea
- Anne Sullivan
- Sheila E. Widnall

### 2005
- Florence Ellinwood Allen
- Ruth Fulton Benedict
- Betty Bumpers
- Hillary Clinton
- Rita Rossi Colwell
- Mother Marianne Cope
- Maya Y. Lin
- Patricia A. Locke
- Blanche Stuart Scott
- Mary Burnett Talbert

### 2007
- Eleanor K. Baum
- Julia Child
- Martha Coffin Pelham Wright
- Swanee Hunt
- Winona LaDuke
- Elisabeth Kübler-Ross
- Judith L. Pipher
- Catherine Filene Shouse
- Henrietta Szold

### 2009
- Louise Bourgeois
- Mildred Cohn
- Karen DeCrow
- Susan Kelly-Dreiss
- Allie B. Latimer
- Emma Lazarus
- Ruth Patrick
- Rebecca Talbot Perkins
- Susan Solomon
- Kate Stoneman

### 2011
- St. Katharine Drexel
- Dorothy Harrison Eustis
- Loretta C. Ford
- Abby Kelley Foster
- Helen Murray Free
- Billie Holiday
- Coretta Scott King
- Lilly Ledbetter
- Barbara A. Mikulski
- Donna E. Shalala
- Kathrine Switzer

### 2013
- Betty Ford
- Ina May Gaskin
- Julie Krone
- Kate Millett
- Nancy Pelosi
- Mary Joseph Rogers
- Bernice Sandler
- Anna Schwartz
- Emma Willard

### 2015
- Tenley Albright
- Nancy Brinker
- Martha Graham
- Marcia Greenberger
- Barbara Iglewski
- Jean Kilbourne
- Carlotta Walls LaNier
- Philippa Marrack
- Mary Harriman Rumsey
- Eleanor Smeal